# Ivan Abram
‎
Ivan Abram, slovenski partizan in zidar, * 3. marec 1897, Blanca, † ?.
Leta 1941 je vstopil v NOV in POS. Kot pripadnik Vzhodnodolenjskega odreda je bil eden izmed odposlancev, ki so se udeležili Zbora odposlancev slovenskega naroda v Kočevju.